# Go West (banda)
Go West es un dúo de pop británico, formado en 1982 por el vocalista Peter Cox (nacido el 17 de noviembre de 1955, Kingston, Surrey, Reino Unido) y el guitarrista y vocalista Richard Drummie (nacido el 20 de marzo de 1959, Twickenham Stadium, Middlesex, Reino Unido).[cita requerida]
El dúo obtuvo su momento de mayor popularidad desde mediados de la década de 1980 hasta comienzos de la década de 1990 con canciones como «We Close Our Eyes», «Call Me», «King of Wishful Thinking» y «Faithful». Son más conocidos en los Estados Unidos que en su propio país, gracias a estos dos últimos sencillos.[cita requerida]
El 16 de octubre del 2009, Peter Cox ha sido anunciado como el nuevo cantante de Manfred Mann's Earth Band.[cita requerida]

## Carrera
Go West tenía un acuerdo editorial y poseía un portaestudio, pero carecía de una banda para tocar en vivo o una compañía discográfica. Cox y Drummie decidieron, con el apoyo de John Glover, su mánager, encontrar un productor musical y grabar solo dos de sus canciones. Los temas «We Close Our Eyes» y «Call Me» le permitieron a Go West conseguir un contrato de grabación con Chrysalis Records. Tras la confirmación del acuerdo con Chrysalis, reclutaron al guitarrista británico Alan Murphy, cuyas contribuciones se convirtieron en un ingrediente clave en la formación de la identidad musical del dúo.
El primer sencillo de Go West, «We Close Our Eyes», fue lanzado en 1985 y alcanzó el puesto #5 en el UK Singles Chart, #5 en el US Dance Club Play y #41 en el Billboard Hot 100. El video de la canción, dirigido por Godley & Creme, se convirtió en uno de los primeros favoritos de MTV. Fueron votados el "Mejor Artista Nuevo" en la edición 1986 de los Brit Awards. La canción fue parte de la banda sonora de la película italiana de terror de bajo presupuesto «Dèmoni» (también conocida como «Demons»). El sencillo se convertiría en su mayor éxito en el Reino Unido, y su única aparición en el Top Ten británico.
El álbum debut homónimo del dúo fue lanzado en 1985. Incluía «We Close Our Eyes» y «Call Me», así como «Don't Look Down», que sirvió como precuela de lo que sería su primer Top 40 hit en los Estados Unidos. El álbum en sí no solo fue exitoso en el Reino Unido, sino también moderadamente en los Estados Unidos. Bangs and Crashes, un álbum de remezclas, lados B y registros en vivo, fue lanzado en 1986, e incluyó la canción «One Way Street», que formaba parte de la banda sonora de Rocky IV. «Don't Be Afraid of Your Dreams» apareció durante los créditos finales en la película A Nightmare on Elm Street 4: The Dream Master.
En 1987, Go West lanzó su segundo álbum, Dancing on the Couch, que alcanzó el Top 20 en el Reino Unido. A pesar de lanzar varios sencillos, su éxito palideció en comparación con el disco debut, en particular en los Estados Unidos. Irónicamente, produjo el primer hit de la banda con el sencillo «Don't Look Down - The Sequel», una continuación de la canción «Don't Look Down» del álbum debut. Sin embargo, «Don't Look Down - The Sequel» no fue incluida en la versión británica del CD, que presentó en su lugar la pista «Let's Build a Boat».
En 1990, Go West consiguió ingresar al Top 10 estadounidense con el sencillo «King of Wishful Thinking», de la película Pretty Woman. La canción fue escrita por Cox y Drummie en colaboración con Martin Page. En 1991, la canción recibió un premio ASCAP por ser una de las más difundidas en los Estados Unidos el año anterior.
En 1992, el dúo lanzó el álbum Indian Summer, que incluyó «Faithful», otro éxito en los Estados Unidos, alcanzando el puesto #14, y también en el Reino Unido, llegando al casillero #13 de las listas. Esta canción recibiría más tarde premios de reconocimiento por su difusión radial en los Estados Unidos tanto en 1992 como en 1993.
En 1997, Cox tomó un descanso de Go West para lanzar su álbum debut homónimo como solista. En los años 2000 ha publicado algunos discos más como solista. Su álbum más reciente, Damn the Brakes, fue lanzado en 2013.
Su más reciente álbum, 3D, fue lanzado como una serie de tres EP, el primero de los cuales fue publicado el 29 de marzo de 2010, el segundo a finales de marzo de 2011 y la tercera parte el 4 de marzo de 2013. [6]
En noviembre de 2015, un álbum recopilatorio llamado 80's Re:Covered incluyó dos covers grabados por Go West del tema de The Killers «Human», incluyendo un remix.

## Integrantes
- Peter Cox – voz
- Richard Drummie – guitarra, voz

### Músicos de gira
- Deeral – guitarra líder
- Lyndon J Connah – teclados
- Richard Brook – batería
- Vinzenz Benjamin – bajo

## Discografía

### Álbumes
| Año  | Título               | UK | US  | Label             |
| ---- | -------------------- | -- | --- | ----------------- |
| 1985 | Go West              | 8  | 60  | Chrysalis Records |
| 1986 | Bangs and Crashes    | -  | -   | Chrysalis Records |
| 1987 | Dancing on the Couch | 19 | 172 | Chrysalis Records |
| 1992 | Indian Summer        | 13 | 154 | Chrysalis Records |
| 2008 | futurenow            | -  | -   | Blueprint Records |
| 2010 | 3D                   | -  | -   | Townsend Records  |

### Sencillos
| Año  | Título                         | UK | NZ | US | US dance | Álbum                                   |
| ---- | ------------------------------ | -- | -- | -- | -------- | --------------------------------------- |
| 1984 | "We Close Our Eyes"            | 5  | 1  | 41 | 5        | Go West                                 |
| 1984 | "Call Me"                      | 12 | 2  | 54 | 25       | Go West                                 |
| 1985 | "Goodbye Girl"                 | 25 | 15 | -  | -        | Go West                                 |
| 1985 | "Eye to Eye"                   | -  | -  | 73 | 32       | Go West                                 |
| 1985 | "Don't Look Down"              | 13 | 10 | -  | -        | Go West                                 |
| 1986 | "One Way Street"               | -  | -  | -  | -        | Bangs and Crashes                       |
| 1986 | "True Colours"                 | 48 | -  | -  | -        | Dancing on the Couch                    |
| 1987 | "I Want to Hear It from You"   | 43 | -  | -  | -        | Dancing on the Couch                    |
| 1987 | "Don't Look Down - The Sequel" | -  | -  | 39 | -        | Dancing on the Couch                    |
| 1987 | "From Baltimore To Paris"      | -  | -  | -  | -        | Dancing on the Couch                    |
| 1987 | "The King Is Dead"             | 67 | -  | -  | -        | Dancing on the Couch                    |
| 1987 | "Let's Build A Boat"           | -  | -  | -  | -        | Dancing on the Couch                    |
| 1990 | "King of Wishful Thinking"     | 18 | 4  | 8  | -        | Pretty Woman Soundtrack / Indian Summer |
| 1992 | "Faithful"                     | 13 | 12 | 14 | -        | Indian Summer                           |
| 1992 | "What You Won't Do for Love"   | 15 | -  | 55 | -        | Indian Summer                           |
| 1993 | "Still in Love"                | 43 | -  | -  | -        | Indian Summer                           |
| 1993 | "Tracks of My Tears"           | 16 | -  | -  | -        | Aces and Kings - The Best of Go West    |
| 1993 | "We Close Our Eyes" (remix)    | 40 | -  | -  | -        | Aces and Kings - The Best of Go West    |